# Auge, Creuse
Auge là một xã thuộc tỉnh Creuse trong vùng Nouvelle-Aquitaine miền trung nước Pháp. Xã này nằm ở khu vực có độ cao từ 372-453 mét trên mực nước biển.

## Địa lý
Thị trấn nằm hai bên bờ sông Verneigette, cự ly khoảng 17 dặm (27 km) về phía đông bắc Aubusson gần giao lộ tuyến D14 và N145.

## Dân số
| 1962                                                        | 1968 | 1975 | 1982 | 1990 | 1999 | 2008 |
| ----------------------------------------------------------- | ---- | ---- | ---- | ---- | ---- | ---- |
| 178                                                         | 205  | 149  | 131  | 124  | 109  | 107  |
| Số liệu điều tra dân số từ năm 1962 Dân số chỉ tính một lần |      |      |      |      |      |      |

## Địa điểm nổi bật
- Nhà thờ, từ thế kỷ 12.